# Civray-sur-Esves
Civray-sur-Esves és un municipi francès, situat al departament de l'Indre i Loira i a la regió de Centre – Vall del Loira. L'any 2007 tenia 194 habitants.

## Demografia

### Població
El 2007 la població de fet de Civray-sur-Esves era de 194 persones. Hi havia 78 famílies, de les quals 16 eren unipersonals (8 homes vivint sols i 8 dones vivint soles), 31 parelles sense fills, 27 parelles amb fills i 4 famílies monoparentals amb fills.
La població ha evolucionat segons el següent gràfic:
Habitants censats

### Habitatges
El 2007 hi havia 107 habitatges, 80 eren l'habitatge principal de la família, 19 eren segones residències i 9 estaven desocupats. 106 eren cases i 2 eren apartaments. Dels 80 habitatges principals, 52 estaven ocupats pels seus propietaris, 24 estaven llogats i ocupats pels llogaters i 3 estaven cedits a títol gratuït; 1 tenia una cambra, 3 en tenien dues, 18 en tenien tres, 22 en tenien quatre i 35 en tenien cinc o més. 59 habitatges disposaven pel capbaix d'una plaça de pàrquing. A 32 habitatges hi havia un automòbil i a 39 n'hi havia dos o més.

### Piràmide de població
La piràmide de població per edats i sexe el 2009 era:
| Homes | Edats   | Dones |
| ----- | ------- | ----- |
| 0     | 95 o +  | 4     |
| 0     | 90 a 94 | 0     |
| 0     | 85 a 89 | 0     |
| 4     | 80 a 84 | 0     |
| 8     | 75 a 79 | 4     |
| 8     | 70 a 74 | 0     |
| 0     | 65 a 69 | 8     |
| 0     | 60 a 64 | 4     |
| 4     | 55 a 59 | 4     |
| 0     | 50 a 54 | 0     |
| 4     | 45 a 49 | 4     |
| 12    | 40 a 44 | 0     |
| 16    | 35 a 39 | 16    |
| 4     | 30 a 34 | 8     |
| 20    | 25 a 29 | 16    |
| 0     | 20 a 24 | 4     |
| 12    | 15 a 19 | 0     |
| 4     | 10 a 14 | 4     |
| 4     | 5 a 9   | 4     |
| 4     | 0 a 4   | 16    |

## Economia
El 2007 la població en edat de treballar era de 132 persones, 92 eren actives i 40 eren inactives. De les 92 persones actives 73 estaven ocupades (40 homes i 33 dones) i 19 estaven aturades (9 homes i 10 dones). De les 40 persones inactives 16 estaven jubilades, 9 estaven estudiant i 15 estaven classificades com a «altres inactius».

### Ingressos
El 2009 a Civray-sur-Esves hi havia 93 unitats fiscals que integraven 233 persones, la mediana anual d'ingressos fiscals per persona era de 17.219 €.

### Activitats econòmiques
Dels 6 establiments que hi havia el 2007, 1 era d'una empresa de construcció, 2 d'empreses de comerç i reparació d'automòbils, 1 d'una empresa de transport, 1 d'una empresa de serveis i 1 d'una empresa classificada com a «altres activitats de serveis».
Dels 2 establiments de servei als particulars que hi havia el 2009, 1 era un paleta i 1 perruqueria.
L'any 2000 a Civray-sur-Esves hi havia 8 explotacions agrícoles que ocupaven un total de 545 hectàrees.

## Poblacions més properes
El següent diagrama mostra les poblacions més properes.